# Mœurs-Verdey
Mœurs-Verdey és un municipi francès, situat al departament del Marne i a la regió del Gran Est. L'any 2007 tenia 265 habitants.

## Demografia

### Població
El 2007 la població de fet de Mœurs-Verdey era de 265 persones. Hi havia 102 famílies, de les quals 20 eren unipersonals (16 homes vivint sols i 4 dones vivint soles), 39 parelles sense fills i 43 parelles amb fills.
La població ha evolucionat segons el següent gràfic:
Habitants censats

### Habitatges
El 2007 hi havia 115 habitatges, 103 eren l'habitatge principal de la família, 8 eren segones residències i 4 estaven desocupats. Tots els 115 habitatges eren cases. Dels 103 habitatges principals, 93 estaven ocupats pels seus propietaris, 9 estaven llogats i ocupats pels llogaters i 1 estava cedit a títol gratuït; 2 tenien dues cambres, 12 en tenien tres, 28 en tenien quatre i 61 en tenien cinc o més. 90 habitatges disposaven pel capbaix d'una plaça de pàrquing. A 36 habitatges hi havia un automòbil i a 60 n'hi havia dos o més.

### Piràmide de població
La piràmide de població per edats i sexe el 2009 era:
| Homes | Edats   | Dones |
| ----- | ------- | ----- |
| 0     | 95 o +  | 0     |
| 0     | 90 a 94 | 0     |
| 0     | 85 a 89 | 0     |
| 0     | 80 a 84 | 0     |
| 4     | 75 a 79 | 12    |
| 4     | 70 a 74 | 0     |
| 4     | 65 a 69 | 0     |
| 8     | 60 a 64 | 12    |
| 4     | 55 a 59 | 0     |
| 8     | 50 a 54 | 4     |
| 8     | 45 a 49 | 12    |
| 16    | 40 a 44 | 12    |
| 16    | 35 a 39 | 20    |
| 8     | 30 a 34 | 12    |
| 8     | 25 a 29 | 4     |
| 8     | 20 a 24 | 0     |
| 28    | 15 a 19 | 12    |
| 12    | 10 a 14 | 16    |
| 16    | 5 a 9   | 8     |
| 0     | 0 a 4   | 12    |

## Economia
El 2007 la població en edat de treballar era de 187 persones, 143 eren actives i 44 eren inactives. De les 143 persones actives 133 estaven ocupades (73 homes i 60 dones) i 10 estaven aturades (4 homes i 6 dones). De les 44 persones inactives 21 estaven jubilades, 16 estaven estudiant i 7 estaven classificades com a «altres inactius».

### Ingressos
El 2009 a Mœurs-Verdey hi havia 112 unitats fiscals que integraven 311,5 persones, la mediana anual d'ingressos fiscals per persona era de 20.049 €.

### Activitats econòmiques
Dels 11 establiments que hi havia el 2007, 1 era d'una empresa de fabricació de material elèctric, 1 d'una empresa de fabricació d'altres productes industrials, 3 d'empreses de construcció, 3 d'empreses de comerç i reparació d'automòbils, 1 d'una empresa de transport, 1 d'una empresa de serveis i 1 d'una entitat de l'administració pública.
Dels 3 establiments de servei als particulars que hi havia el 2009, 1 era un taller de reparació d'automòbils i de material agrícola, 1 paleta i 1 fusteria.
L'any 2000 a Mœurs-Verdey hi havia 11 explotacions agrícoles que ocupaven un total de 1.208 hectàrees.

## Poblacions més properes
El següent diagrama mostra les poblacions més properes.